# José da Silva Castanheiro
José da Silva Castanheiro (Santo António dos Olivais), Coimbra, Portugal, 31 de outubro de 1881 - Filho de Jose Joaquim Da Silva Castanheiro e Tereza de Jesus Amapá, Brasil, 24 de fevereiro de 1951), foi um juiz de direito português com atuação em terras brasileiras no século XX.

## Biografia
José da Silva Castanheiro (31 de outubro de 1881 - data de falecimento desconhecida) foi um juiz português que se naturalizou brasileiro. Nascido em Santo António dos Olivais, Coimbra, Portugal, ele foi uma figura notável na história do judiciário brasileiro e na maçonaria.
Filho de José Joaquim da Silva Castanheiro (O Primeiro Juiz Português Naturalizado Brasileiro) e Tereza de Jesus, Castanheiro iniciou sua carreira no judiciário brasileiro após sua naturalização. Ele atuou nos fóruns dos estados do Amazonas, Rondônia e Amapá entre os anos de 1939 e 1951, destacando-se por seu comprometimento com a justiça e a integração entre as comunidades portuguesa e brasileira. Sua contribuição ao judiciário é tal que um fórum na cidade de Macapá leva seu nome - Fórum Juiz José da Silva Castanheiro, localizado na Praça Barão do Rio Branco.
Além de sua carreira no judiciário, Castanheiro também teve uma presença significativa na maçonaria. Em Porto Velho, foi venerável da Loja Maçônica União e Perseverança e, entre 1943 e 1944, obteve o título de Grão-Mestre, a maior honra na jurisdição de uma Grande Loja ou Grande Oriente. Seu papel como Grão-Mestre envolveu a supervisão das funções e atividades da maçonaria na região.
Castanheiro também foi um dos fundadores do Rotary Club de Porto Velho, reforçando ainda mais seu comprometimento com a comunidade.
Ele era casado com Mathilde Eugenia Ferreira Castanheiro. A data de sua morte é desconhecida.
A vida e carreira de Castanheiro exemplificam a contribuição notável de indivíduos para a história e o desenvolvimento de suas comunidades e países, tanto no país de origem quanto no adotado.
Na cidade de Macapá existe um fórum que leva seu nome - Forum Juiz José da Silva Castanheiro, na Praça Barão do Rio Branco.

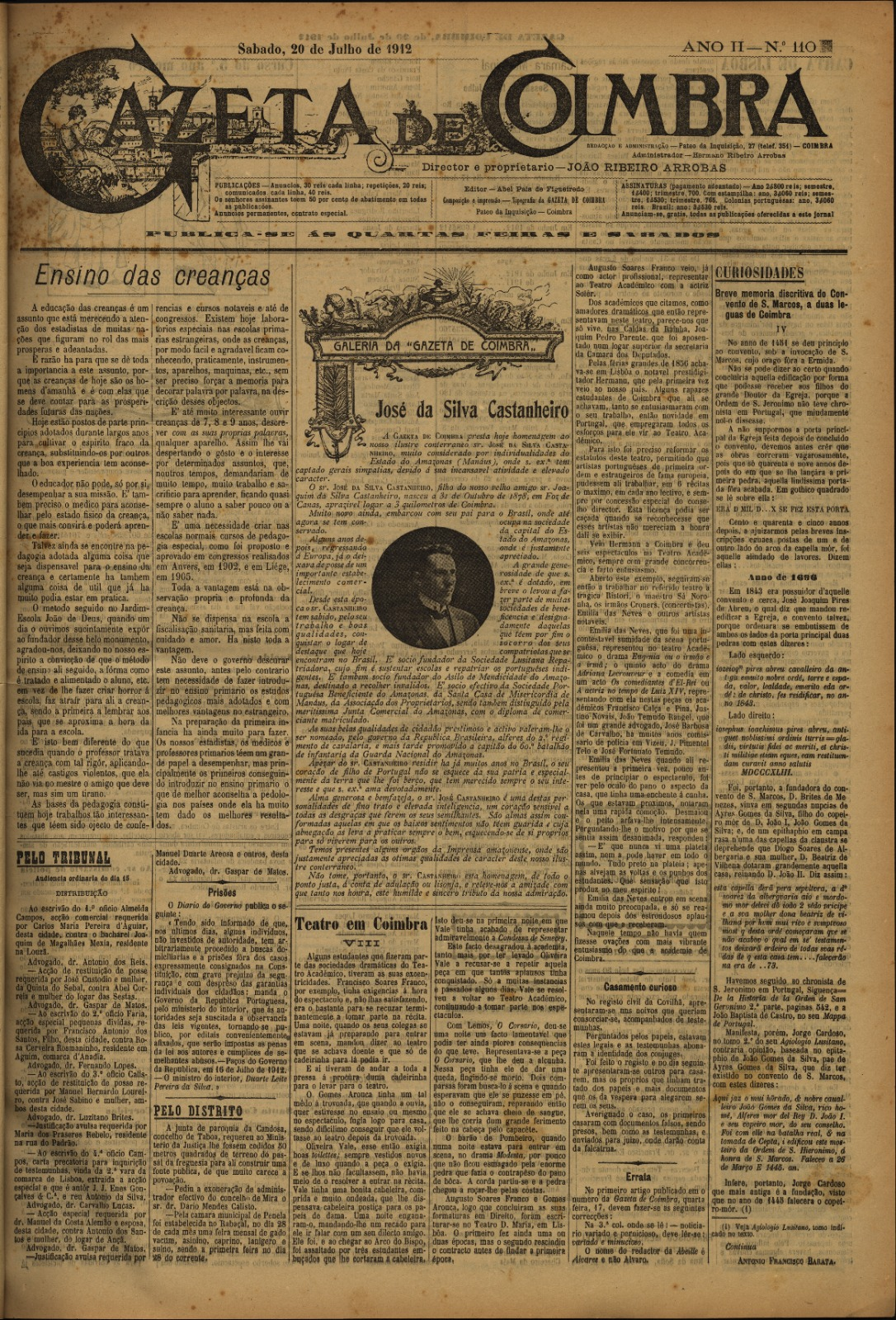
Materia Jornal Impresso Gazeta de Coimbra